# Jerry Lamb
Jerry Lamb Hiu Fong (chino: 林晓峰) (nacido el 29 de septiembre de 1970) es un actor de Hong Kong. También se lo conoce como Lamb Hiu Fung.

## Biografía
Nació en Hong Kong. Él es el hermano menor del popular DJ, cantante y actor, Jan Lamb. Jerry es el más conocido entre los aficionados del cine hardcore en la que ha interpretado al joven más peligroso conocido como el lacayo Pou-pan. Él fue uno de los pocos miembros del reparto que ha participado en la serie de películas como en el spin-offs.
Jerry se distingue por su aspecto nerd, pero de buena actitud. Como actor, ha interpretado en sus mejores actuaciones en la que dice que es visto en 1996 junto a Michael Wong y Kent Cheng. Está casado con Lily Kong con quien tienedos hijos.

## Carrera
Además de actuar en películas, Jerry también fue el coanfitrión de la serie Super Trio, en un programa de variedades de la comedia en TVB Jade junto a Chin Kar-Lok y Eric Tsang.

## Filmografía

### Películas
- Young and Dangerous (1996)
- Young and Dangerous 2 (1996)
- Young and Dangerous 3 (1996)
- Young and Dangerous 4 (1997)
- Young and Dangerous 5 (1998)
- Portland Street Blues (1998)
- Faces of Horror (1998)
- Old Time Buddy: To Catch the Thief (1998)
- A Smiling Ghost Story (1999)
- A Man Called Hero (1999)
- The Legend of Speed (1999)
- The Duel (2000)
- Clean My Name, Mr. Coroner! (2000)
- Those Were the Days... (2000)
- Born to Be King (2000)
- Street Fighters (2000)
- For Bad Boys Only (2000)
- Scaremonger (2001)
- Cop Shop Babes (2001)
- No Problem 2 (2002)
- Triumph in the Skies (2003)
- City of SARS (2003)
- Love Is a Many Stupid Thing (2004)
- Kung Fu Mahjong (2005)
- Half Twin (2006)
- Feel It Say It... (2006)

### Apariciones en programas de variedades
| Año  | Programa                         | Notas   |
| ---- | -------------------------------- | ------- |
| 2021 | Call Me By Fire (披荆斩棘的哥哥) | miembro |